# Maja Ivarsson
 (janvier 2015).
Maja Ivarsson ou sous le nom de naissance de Maja Hänna Maria Ivarsson (née le 2 octobre 1979 à Åhus en Scanie) est la chanteuse et compositrice du groupe The Sounds depuis plus de dix ans. Elle est également chanteuse du groupe Crew of Me&You. Elle a un grand frère qui a dix ans de plus qu'elle et deux petites sœurs qui ont un ans et deux de moins qu'elle. Elle joue de la guitare électrique depuis l'âge de quatorze ans. Elle vit en ce moment même à Malmö.

## Biographie
Maja Ivarsson est née le 2 octobre 1979 à Åhus en Scanie (Suède). Elle a une grande sœur née dix ans avant Maja et un grand frère appelé Simon né en 1975. Après ses trois ans, Maja déménage à Helsingborg, dans le quartier de Råå. Elle a commencé à jouer du cor d’harmonie français à l'âge de huit ans. À cet âge là, le père de Maja meurt et se montra alors agressif et en colère, que ce soit à la maison, dans la rue ou à l'école. À quatorze ans, elle participe à une chorale à la paroisse de l'église Mannaryd.
En 1995, elle a été chanteuse et guitariste du groupe We Like the Feetsmell, lorsqu'elle avait quinze ans, mais le groupe n'a pas duré, et ils se sont séparés onze mois plus tard pour faire des études à l'université Nikolai de Helsingborg.
Trois ans après, elle lâche ses études pour rejoindre Felix, Fredrik et Johan dans leur groupe, donnant ainsi naissance à The Sounds. Elle composera son groupe avec Felix Rodriguez et Johan Bengtsson, qu'elle a connus dans son université pendant les leçons dans l'art esthétique et la conception de la deuxième année de l'école secondaire. Puis un mois plus tard, elle rencontre Fredrik Blond (batteur), et l'invite à rejoindre The Sounds. Lors du festival Hulsfred, elle a remarqué la façon dont jouait le guitariste, Jesper Anderberg et lui a proposé de rejoindre le groupe puisqu'il faisait une carrière solo.
Elle a six tatouages : un soleil tribal à l'intérieur de son avant-bras gauche, Modesty Blaise qui est aussi l'héroïne préférée de Maja (personnage de bande dessinée créé en 1960). Sur son avant-bras droit externe, trois points entre son pouce droit et l'index, un moineau sur le côté droit de son cou, une ancre sur son bras gauche externe, et une marque de lèvres sur son droit interne biceps. Les trois points de tatouage et le tatouage d'ancre sont dans la mémoire de son père, qui était un marin. Les points symbolisent avoir parcouru les sept mers. Récemment en 2013, Maja se tatoue sur la jambe droite « Got to get », le titre de sa chanson préféré d'enfance interprété par Leila K, sur son avant-bras gauche, un couteau-papillon, sur son épaule droite, un hot-dog et un I <3 MJ, et sur l'épaule gauche, deux mains formant la lettre L et A de Los Angeles.

## Carrière de The Sounds

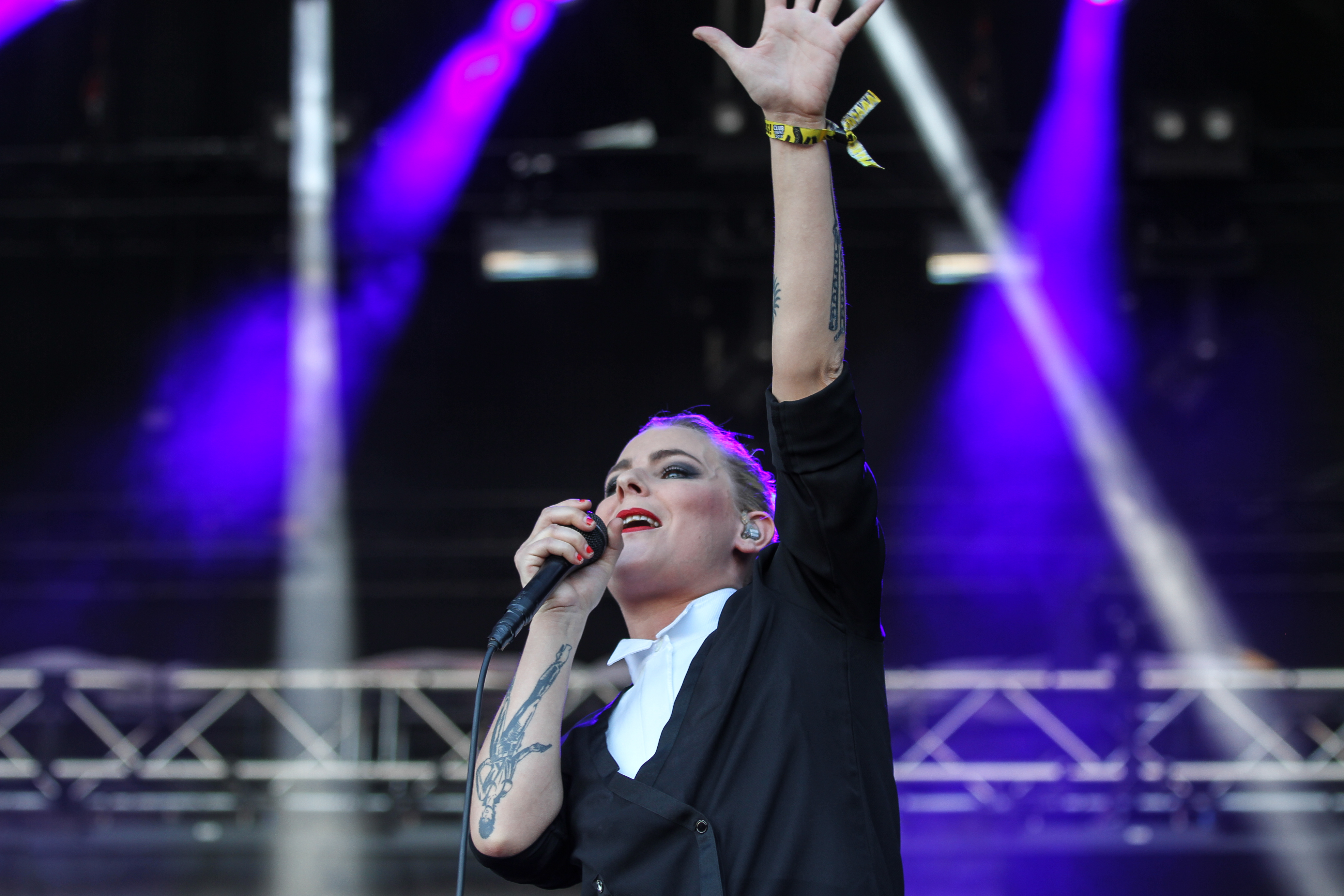
The Sounds en concert à Berlin en 2013

The Sounds ont été formés en 1998 à Helsingborg, par un groupe de guitariste qui se sont connus pendant leurs enfances. Le chanteur Felix Rodriguez et le bassiste Johan Bengtsson ont invité plus tard le batteur Fredrik Blond à bord du groupe. La présence saisissante de Maja Ivarsson et la personnalité ont mené à une invitation à être leur chanteuse principale. Ils ont rencontré Jesper Anderberg pendant le festival Hultsfred par hasard et l'ont invité à les rejoindre.

## Carrière Solo
Maja a été surtout découverte dans la chanson Snakes on a Plane où elle chante avec Gabe Saporta (des Cobra Starship), William Beckett (de The Academy Is...) et Travis McCoy (Gym Class Heroes). Le film qui a connu une publicité énorme a donné à Maja et son groupe une bonne reconnaissance, surtout en Amérique[réf. nécessaire]. En 2012, Maja participe à l'émission de télé-réalité suédoise Så Mycket Bättre, notamment avec Miss Li et Darin.
Elle fonde en 2018 avec Felix Rodriguez le groupe Crew of Me & You.
En 2025, elle participe au Melodifestivalen, la sélection nationale suédoise pour l'Eurovision. Le 1er février, elle participe à la première demi-finale de la présélection, durant laquelle elle se qualifie pour la finale du 8 mars.
Le 7 mars 2025 sort son premier EP solo, Kamikaze Life, à la veille de la finale du Melodifestivalen.

## Vie privée

Maja Ivarsson au Muziek Centrum Trix

Elle est auteur-compositeur, même si la plupart des chansons de The Sounds sont écrites par les autres membres du groupe. Elle a pris des cours de karaté, de la boxe thaï et kickboxing.
Interrogé par un journaliste dans Out, Maja se caractérise comme bisexuelle. Lorsqu'on lui a demandé quel type de partenaires sexuels elle préfère, elle a répondu : « J'aime les femmes très féminines. Et les hommes très masculins. Plutôt ennuyeuse dans un sens. ». Dans des interviews précédentes, elle a confirmé son statut de membre de la communauté Queer.
Durant cinq ans, elle a été en couple avec le batteur de son groupe Fredrik. La relation se termina en amitié, lorsqu'elle rencontra une femme. Mais en 2010, elles se sont séparées.
En avril 2014, elle révèle dans une interview du North America Tour 2014, qu'elle est devenue fiancée avec un directeur de la photographie/photographe américain, prénommé Benjamin "Ben" Feever. Ils se sont rencontrés en 2006, puis se sont perdus de vue jusqu'en 2013.
Début 2014, elle avorta de Ben en début d'année. Son comportement était comparable à un trouble bipolaire. Cependant, elle annonça plusieurs mois après qu'elle était à nouveau enceinte au communiqué de presse de Warner Sweden, Emma Sundlöf. Elle accouchera de son premier enfant, Dante, le 16 février 2015.
Maja a avoué à Sylvia Vrethammar, qu'elle se sentait prête à être mère lors de l'émission Så Mycket Battre en 2012, car elle se comparait à son idole Debbie Harry, qui elle n'a pas d'enfant, et voulait absolument en avoir un.
En octobre 2017, deux semaines après le début de l'affaire Weinstein, elle fait partie du mouvement #MeToo sur les réseaux sociaux, pour dénoncer le fait d'avoir été elle aussi victime de harcèlement sexuellement.

## Discographie

### Single
- 2025 : Kamikaze Life

### En featuring
| Année | Titre                                                                                                  | Album                                      |
| ----- | --- | ------------------------------------------ |
| 2002  | Free Free Free de Andreas Mattson                                                                      | Große Mädchen Weinen Nicht                 |
| 2006  | Bring It ! (Snakes on a plane) feat. Cobra Starship, The Academy Is..., Gym Class Heroes et The Sounds | While the City Sleeps, We Rule the Streets |
| 2008  | We Are Rebels de Alice in Videoland                                                                    | She's a Machine!                           |
| 2011  | Guts de All Time Low                                                                                   | Dirty Work                                 |
| 2012  | Tonight de Felix Cartal                                                                                | Different Faces                            |
| 2014  | As If We Never Won de Kleerup                                                                          | As If We Never Won                         |